# Liste over indoeuropæiske sprog
De indoeuropæiske sprog tales i dag verden over. Dette er en liste over de fleste af dem.
Uddøde sprog og sproggrupper er markeret med †
- †anatolske sprog
  - †palaisk sprog: palaisk (nordlige Tyrkiet, 16.-14. årh. f. Kr.)
  - †hittitisk sprog: hittisk (centrale Tyrkiet, 17.-13. årh. f. Kr.)
  - †luvisk: (sydlige Tyrkiet, 15.-8. årh. f. Kr.), †karisk (sydvestlige Tyrkiet og Ægypten, 7.-4. årh.), †lykisk (sydvestlige Tyrkiet, 5.-4. årh. f. Kr.)
  - †lydisk (vestlige Tyrkiet, 8.-4. årh. f. Kr.)
- †tokhariske sprog: to dialekter (Xinjiang, 6.-8. årh. e. Kr.)
- indoiranske sprog
  - indiske sprog (indoariske sprog): †vedisk (Vedaens hellige sprog), sanskrit (det klassiske skriftsprog), pāli (den sydlige buddhismes skriftsprog), hindī, urdu, bengalī, marāṭhī, gujarāṭī, romani (romas sprog). Utallige andre dialekter.
  - nuristanisprog eller kafirsprog (i Afghanistan). Betragtes af nogle som iranske dialekter, af andre som en selvstændig gren af indoiransk.
  - iranske sprog
    - Vestiranske sprog: persisk
    - Nordvestiranske sprog:  Medisk:  Kurdiske sprog (Zazaki, Kurmanji, Gorani, Sorani, Leki, Hawramani).
    - østtiranske sprog: †avestisk (Avestaens hellige sprog), pašto (i Afghanistan), †sogdisk (på Silkevejen), †skythisk, †sarmatisk, ossetisk (i Kaukasus)
- armensk
- oldgræsk: †mykensk (Linear B, 14.-12. årh. f. Kr.), †klassisk græsk (adskillige dialekter), †koiné, græsk
- †makedonisk sprog (kun kendt gennem ord og navne hos klassiske græske forfattere). Betragtes af nogle forskere som en oldgræsk dialekt, af andre som et selvstændigt, men beslægtet sprog.
- †frygisk (centrale Tyrkiet, 8. årh. f. Kr. – 3. årh. e. Kr.)
- albansk: to dialekter
- †illyrisk sprog (Kroatien, kun kendt gennem ord og navne hos klassisk græske forfattere).
- †messapisk sprog (sydøstlige Italien, 5.-1. årh. f. Kr.).
- †thrakisk sprog (Bulgarien, to indskrifter og ord og navne hos klassisk græske forfattere).
- italiske sprog
  - †sabelliske sprog (tidligere oskisk-umbriske sprog): †oskisk, †umbrisk. Visse forskere mener, at sabellisk og latin ikke tilhører én gruppe, men er selvstændige indoeuropæiske grene.
  - latinske sprog: latin
    - østromanske sprog: rumænsk, †dalmatinsk (Kroatien), sardisk, italiensk
    - vestromanske sprog: rætoromansk, fransk, provencalsk, katalansk, spansk (kastillansk), portugisisk

  - †venetisk sprog (nordøstlige Italien, 6.-2. årh. f. Kr.). Nogle forskere mener ikke, sproget hører til den italiske gruppe.
- keltiske sprog
  - †fastlandskeltiske sprog: †gallisk (Frankrig, 3. årh. f. Kr. – 3. årh. e. Kr.), †lepontisk (Italien, 7.-5. årh. f. Kr.), †keltiberisk (Spanien, 2.-1. årh. f. Kr.)
  - økeltiske sprog
    - britanniske sprog: bretonsk, †kornisk (Cornwall, indtil 1777), kymrisk (Wales)
    - gæliske sprog: irsk, skotsk, manx (Man)
- †lusitanisk sprog (Spanien/Portugal, 2. årh. e. Kr.)
- baltoslaviske sprog
  - baltiske sprog
    - †vestbaltiske sprog: †oldpreussisk (Østpreussen, 15.-17. årh. e. Kr.)
    - østbaltiske sprog: litauisk, lettisk

  - slaviske sprog
    - østslaviske sprog: russisk, ukrainsk, hviderussisk
    - vestslaviske sprog: polsk, †polabisk,kasjubisk, sorbisk, tjekkisk, slovakisk
    - sydslaviske sprog: †oldkirkeslavisk, slavisk makedonsk, bulgarsk, kroatisk, serbisk, slovensk
- germanske sprog
  - †østgermanske sprog: †gotisk (Italien, 4.-6. årh. e. Kr.), †krimgotisk (Krim, 16. årh. e. Kr.)
  - vestgermanske sprog: højtysk, nedertysk (plattysk), nederlandsk, frisisk, engelsk
  - nordgermanske sprog: (herunder †oldnordisk)
    - Vestnordiske sprog: Islandsk, færøsk, norsk
    - Østnordiske sprog: Svensk, dansk

 Der er for få eller ingen kildehenvisninger i denne artikel, hvilket er et problem. Du kan hjælpe ved at angive troværdige kilder til de påstande, som fremføres i artiklen.